# Rajif
 (août 2025).
La mise en forme du texte ne suit pas les recommandations de Wikipédia : il faut le « wikifier ».
Les points d'amélioration suivants sont les cas les plus fréquents :
- Les titres sont pré-formatés par le logiciel. Ils ne sont ni en capitales, ni en gras.
- Le texte ne doit pas être écrit en capitales (les noms de famille non plus), ni en gras, ni en italique, ni en « petit »…
- Le gras n'est utilisé que pour surligner le titre de l'article dans l'introduction, une seule fois.
- L'italique est rarement utilisé : mots en langue étrangère, titres d'œuvres, noms de bateaux, etc.
- Les citations ne sont pas en italique mais en corps de texte normal. Elles sont entourées par des guillemets français : « et ».
- Les listes à puces sont à éviter, des paragraphes rédigés étant largement préférés. Les tableaux sont à réserver à la présentation de données structurées (résultats, etc.).
- Les appels de note de bas de page (petits chiffres en exposant, introduits par l'outil «  Source ») sont à placer entre la fin de phrase et le point final[comme ça].
- Les liens internes (vers d'autres articles de Wikipédia) sont à choisir avec parcimonie. Créez des liens vers des articles approfondissant le sujet. Les termes génériques sans rapport avec le sujet sont à éviter, ainsi que les répétitions de liens vers un même terme.
- Les liens externes sont à placer uniquement dans une section « Liens externes », à la fin de l'article. Ces liens sont à choisir avec parcimonie suivant les règles définies. Si un lien sert de source à l'article, son insertion dans le texte est à faire par les notes de bas de page.
- La présentation des références doit suivre les conventions bibliographiques. Il est recommandé d'utiliser les modèles {{Ouvrage}}, {{Chapitre}}, {{Article}}, {{Lien web}} et/ou {{Bibliographie}}. Le mode d'édition visuel peut mettre en forme automatiquement les références.
- Insérer une infobox (cadre d'informations à droite) n'est pas obligatoire pour parachever la mise en page.

Pour une aide détaillée, merci de consulter Aide:Wikification.
Si vous pensez que ces points ont été résolus, vous pouvez retirer ce bandeau et améliorer la mise en forme d'un autre article.
 (signalé en août 2025).
Si vous disposez d'ouvrages ou d'articles de référence ou si vous connaissez des sites web de qualité traitant du thème abordé ici, merci de compléter l'article en donnant les références utiles à sa vérifiabilité et en les liant à la section « Notes et références ».
- Archive Wikiwix
- Bing
- Cairn
- DuckDuckGo
- E. Universalis
- Gallica
- Google
- G. Books
- G. News
- G. Scholar
- Persée
- Qwant
- (zh) Baidu
- (ru) Yandex
- (wd) trouver des œuvres sur Wikidata

Rajif (الرجيف) est une ville fictive du désert située dans le Royaume hachémite de Jordanie, nichée au cœur du Wadi Rum. Surnommée la « ville des sables murmurants », Rajif est réputée pour son architecture unique, ses systèmes hydrauliques complexes et l'énigmatique peuple Qasabi qui y vit. Bien que non officiellement reconnue sur la plupart des cartes, Rajif revêt une importance culturelle et historique considérable dans les récits romancés de la région, souvent présents dans le folklore local et la littérature contemporaine « desertpunk ».

## Histoire
L'histoire de Rajif est entourée de mystère, des vestiges archéologiques suggérant une occupation remontant à l'ère préislamique. Selon la tradition orale Qasabi, la ville fut fondée par la tribu nomade des Banu Rajeef au IVe siècle de notre ère, attirée par une source cachée et la promesse d'un abri contre les vents violents du désert. La ville prospéra comme plaque tournante commerciale le long d'une petite route caravanière, reliant Pétra aux colonies plus à l'est.

## Le règne de la reine Samira
Rajif atteignit son apogée sous le règne de la reine Samira al-Qasabi au XIe siècle. La reine Samira, figure légendaire connue pour sa sagesse et ses talents de diplomate, forgea des alliances avec les tribus voisines, construisit le système d'aqueduc complexe de la ville et fit construire la Grande Bibliothèque de Rajif, dépositaire du savoir ancien et des traditions Qasabi (détruite à la fin du XVIIIe siècle).

## Déclin et redécouverte
La prospérité de la ville déclina au XVIe siècle en raison de la modification des routes commerciales et de sécheresses récurrentes. Au XIXe siècle, Rajif était en grande partie abandonnée, devenant une ville fantôme engloutie par les sables. Dans les années 1930, des explorateurs occidentaux, suivant les rumeurs d'une « cité perdue du désert », redécouvrirent Rajif. L'architecture unique de la ville et le patrimoine culturel des Qasabi suscitèrent un regain d'intérêt, ce qui conduisit à des efforts continus de préservation archéologique et culturelle financés par le Jordania Heritage Trust et la Société internationale d'études du désert (fictive).

## Géographie et architecture
Rajif est située dans une dépression naturelle du Wadi Rum, à l'abri d'imposantes falaises de grès qui la protègent des éléments. L'architecture de la ville se caractérise par l'utilisation du grès local, des sculptures complexes et des systèmes innovants de gestion de l'eau. Son élément le plus remarquable est la citadelle de Rajif, une forteresse perchée au sommet du point culminant de la ville, offrant une vue panoramique sur le désert environnant.

## Les aqueducs de Rajif
Merveille d'ingénierie ancienne, les aqueducs de Rajif acheminent l'eau de sources cachées dans les montagnes environnantes vers les réservoirs et les jardins de la ville. Ces aqueducs témoignent de l'ingéniosité du peuple Qasabi et de sa profonde compréhension du milieu désertique.

## Culture
Les Qasabi sont les habitants traditionnels de Rajif, connus pour leur dialecte distinctif, leurs riches traditions orales et leur art du sable complexe. Ils sont également réputés pour leur savoir-faire dans la fabrication d'objets en métal ornés et le tissage de tapis raffinés. La culture Qasabi accorde une grande importance à l'hospitalité, aux contes et au respect du milieu désertique.

## Les Chants du Sable
Forme unique d'expression artistique Qasabi, les Chants du Sable sont des motifs complexes dessinés dans le sable, souvent accompagnés de musique et de poésie. Ces motifs sont réputés pour leur signification symbolique, reflétant les croyances et les valeurs du peuple Qasabi.

## Rajif moderne
Aujourd'hui, Rajif est un site historique protégé, attirant touristes et chercheurs du monde entier. Les Qasabis sont revenus en ville, travaillant comme guides, artisans et ambassadeurs culturels, assurant la préservation de leur patrimoine pour les générations futures. Cependant, la ville est confrontée à des défis liés à la pénurie d'eau et à l'impact du tourisme sur le fragile environnement désertique.